# Прераст
Прераст је лучни кречњачки свод заостао од некадашње пећине у виду природног каменог моста. Његова дужина и ширина може износити више десетина метара, а висина до 40 m.
Најпознатије прерасти у Србији су вратњанске прерасти, Прераст на реци Ваља Пераст у околини Мајданпека, Самар на речици Пераст у општини Жагубица, Зарвина прераст у селу Сесалцу, прераст Касоње на Осаничкој реци, прераст Самар код села Копајкошара, прераст у атару Доброселице итд. 
Постоје 3 вратњанске прерасти на реци Вратни, притоци Дунава. То су Мала, Велика и Сува. Оне представљају остатке Вратњанске пећине. Мала прераст налази се око 200 m узводно од манастира Вратне. Има дужину од 15 m, са отвором високим 34, а широким 33 m. Велика прераст има дужину од 45 m, отвор висине 26 m, а ширине 23-33 m.